# Paavo Järvi
 (février 2024).
Pour les articles homonymes, voir Jarvi.
Paavo Järvi, né le 30 décembre 1962 à Tallinn, est un chef d'orchestre estonien.

## Jeunesse
Paavo Järvi a commencé par étudier la percussion, puis la direction d'orchestre. En 1968, le père de Paavo Järvi, Neeme Järvi, dirige le Credo d'Arvo Pärt, alors que les Soviétiques interdisent toute référence à la messe latine. Les tracas politiques que cette position en faveur de la liberté d'expression obligent la famille à quitter l'Estonie pour les États-Unis en 1980. Il poursuit alors ses études de musique à la Juilliard School, au Curtis Institute of Music de Philadelphie et au Los Angeles Philharmonic Institute avec Leonard Bernstein.

## Carrière
Paavo Järvi a été directeur musical du Malmö Symphony Orchestra (1994-1997), premier chef invité du Royal Stockholm Philharmonic Orchestra (1995-1998) ainsi que du City of Birmingham Symphony Orchestra (1996-1999).
Invité à diriger un programme de Cincinnati Symphony Orchestra, il lui est proposé de prendre la direction musicale de l'orchestre immédiatement après le premier concert. Il dirige cette formation américaine de 2001 à 2011.
En 2003, après une collaboration de plusieurs années, le Hessische Rundfunk Sinfonieorchester, basé à Francfort, lui propose sa direction musicale. Paavo Järvi dirige la même année le chœur d'hommes d'Estonie et le chœur de jeunes filles Ellerhein d'Estonie pour un enregistrement des Cantates de Sibelius qui reçoit un Grammy Award.
En 2004, il devient directeur artistique de la Deutsche Kammerphilharmonie de Brême et dirige pour la première fois l'Orchestre de Paris dans un programme de Nielsen, Berg et Sibelius. Réinvité à plusieurs reprises par l'Orchestre de Paris, il accepte en 2007 d'en prendre la direction musicale à partir de la saison 2010-2011. Après un premier enregistrement consacré à Bizet paru en 2010, un deuxième suit en 2011 autour du Requiem de Gabriel Fauré avec Matthias Goerne, Philippe Jaroussky, Éric Picard et le Chœur de l'Orchestre de Paris. En décembre 2014, il crée à Yokohama, avec la  Deutsche Kammerphilharmonie de Brême le deuxième concerto pour violon de Karol Beffa, A Floating world (soliste : Akiko Suwanai), hommage au roman de Kazuo Ishiguro, An Artist of the Floating World.
Il annonce en octobre 2014 via un communiqué qu'il ne renouvellera pas son contrat avec l'Orchestre de Paris (débuté en septembre 2010 et prenant fin en 2016) afin de prendre la direction de l'orchestre symphonique de la NHK de Tokyo. Il garde toutefois un lien artistique avec la Deutsche Kammerphilharmonie de Brême.
Depuis la saison 2019/20, Paavo Järvi est directeur musical de l'Orchestre de la Tonhalle à Zürich.

## Famille
Son père Neeme Järvi et son frère Kristjan Järvi sont également chefs d'orchestre. Sa sœur Maarika Järvi est flûtiste.

## Discographie
- Sibelius : The Maiden in the tower, Pelléas et Mélisande, Valse triste avec Kringelborn, Jonsson, Paasikivi, Magee et l'Orchestre symphonique national estonien - Virgin Classics (2002)
- Arvo Pärt : Summa, symphonie n° 3, Trisagion, Fratres, Festina Lente, Silouans Songs, Cantus in Memory of Benjamin Britten avec l'Orchestre symphonique national estonien - Virgin Classics (2003)
- Sibelius : Cantates avec le Ellerhein Girl’s Choir, l’Estonian National Male Choir et l'Orchestre symphonique national estonien - Virgin Classics (2003)
- Arvo Pärt : Pro et Contra avec l'Orchestre symphonique national estonien et Truls Mørk - Virgin Classics (2004)
- Ballets Russes : Tchaïkovski, Borodine, Chostakovitch avec l'Orchestre Philharmonique de Radio France - Virgin Classics (2004)
- Grieg : Peer Gynt avec Peter Mattei, Camilla Tilling, Charlotte Hellekant et l'Orchestre symphonique national estonien - Virgin Classics (2005)
- Grieg : Danses symphoniques, 2 Mélodies élégiaques, Danses norvégiennes, Suite Holberg avec l'Orchestre symphonique national estonien - Virgin Classics (2006)
- Tüür : Symphonie n° 4 Magma, Igavik, Inquiétude du fini avec Evelyn Glennie, le Chœur de chambre philharmonique d’Estonie et l'Orchestre symphonique national estonien - Virgin Classics (2007)
- Brahms : Concerto pour piano n° 1, Danses hongroises avec Nicholas Angelich et l’Orchestre Symphonique de la Radio de Francfort - CD Virgin Classics (2008)
- Mahler : Mouvements de symphonies. Avec l’Orchestre symphonique de la radio de Francfort - Virgin Classics (2009)
- Beethoven : Intégrale des symphonies avec le Kammerphilharmonie de Brême (2010)
- Brahms : Concerto pour piano n° 2, Klavierstücke Op.76 avec Nicholas Angelich et l’Orchestre symphonique de la radio de Francfort - CD Virgin Classics (2010)
- Mahler : Symphonie n° 2 "Résurrection" avec Natalie Dessay, Alice Coote, l’Orfeón Donostiarra et l’Orchestre symphonique de la radio de Francfort - Virgin Classics (2010)
- Sibelius : Kullervo. avec l'Orchestre philharmonique royal de Stockholm - Virgin Classics (2010)
- Bizet : Symphonie en ut, Jeux d’enfants, Roma avec l'Orchestre de Paris - Virgin Classics (2010)
- Brahms : Un Requiem allemand avec Natalie Dessay, Ludovic Tézier, le Chœur de la radio suédoise et l’Orchestre symphonique de la radio de Francfort - Virgin Classics (2011)
- Fauré : Requiem, Cantique de Jean Racine, Pavane, Élégie, Psaume Super flumina Babylonis avec Philippe Jaroussky, Matthias Goerne, Éric Picard, le Chœur de l'Orchestre de Paris et l'Orchestre de Paris - Virgin Classics (2011)
- Nielsen : Intégrale des symphonies, Orchestre symphonique de la Radio de Francfort - Sony Music (2015)
- Olivier Messiaen, Le Tombeau resplendissant, Les Offrandes oubliées, Un Sourire, L'Ascension, Tonhalle-Orchester Zürich - Alpha (2019)
- Franz Schmidt : Intégrale des symphonies, Orchestre symphonique de la Radio de Francfort - Deutsche Grammophon (2020)

## Prix et récompenses
- Musicien de l'année, 2012
- Ordre de l'Étoile blanche d'Estonie de 3e classe, 2013
- Commandeur de l'ordre des Arts et des Lettres (France, 2012)[3]